# Greatest Hits Vol. 2
Greatest Hits Vol. 2 es el nombre del segundo álbum recopilatorio del grupo sueco ABBA, lanzado a finales de 1979. Fue el segundo álbum del grupo en ese año, y contenía trece temas que se habían convertido en sencillos exitosos, más una nueva canción. El álbum fue utilizado para promocionarlo durante el tour del grupo de 1979.

## Historia del Álbum
Para el otoño de 1979, ABBA se encontraba realizando su Tour por Norteamérica y Europa 79, por lo que decidió tener un lanzamiento especial para mayor promoción. Esto incluía una nueva canción, que sería lanzada en un nuevo álbum. "Gimme! Gimme! Gimme! (A Man After Midnight)" fue grabada el 30 de agosto de 1979, y pronto se planeó la salida del álbum.
El álbum incluía material grabado entre los años de 1976 y (de los álbumes Arrival, The Album y Voulez-Vous; más el sencillo "Summer Night City") - con una excepción, "Rock Me" del álbum ABBA de 1975, que había sido publicado como sencillo en Oceanía, y también una canción interpretada por el grupo en los conciertos de su gira.
Otros temas que no habían sido sencillos fueron "I Wonder" y "Thank You For The Music", que habían sido usados sólo como lado B. Por sus parte, "Angel Eyes" fue incluido en lugar de "Voulez Vous", ya que la primera cancióin fue la que se convirtió en un éxito en el Reino Unido, aunque en otros países, "Voulez Vous" fue el tema que se convirtíó en un éxito.
Greatest Hits Vol. 2 fue lanzado para coincidir con la fecha en la que el tour de ABBA llegaría a determinado país. Así, fue publiucado a principios de noviembre en el Reino Unido, y fue hasta marzo de 1980 (cuando ABBA visita Japón) cuando el álbum se volvió muy popular en el lejano oriente.

## Lanzamientos
Greatest Hits Vol. 2 fue oficialmente publicado el 29 de octubre de 1979 en Escandinavia bajo el sello de Polar Music. El álbum fue lanzado en varios países coincidiendo con la fecha en la que ABBA se presentaría como parte de su tour de 1979. En Australia, y el Reino Unido, Greatest Hits Vol. 2 fue publicado en noviembre del mismo año, mientras en América salió a la venta a fines de 1979 y principios de 1980. Comparado con su antecesor, Greatest Hits, este disco no presenta muchas variaciones a nivel mundial.

### Variaciones
| País    | Año  | Formato | N.º de Catálogo     | Comentarios                              |
| ------- | ---- | ------- | ------------------- | ---------------------------------------- |
| Suecia  | 1979 | LP      | Polar POLS 312      | Versión original                         |
| Uruguay | 1979 | LP      | RCA-Víctor AVS-4731 | Incluye póster y el tema "Estoy soñando" |
| Canadá  | 1983 | CD      | Atlantic 160009-2   | Única versión en CD                      |

## Lista de temas
| N.º   | Título                                          | Escritor(es)                                  | Duración |  |
| 1.    | «Gimme! Gimme! Gimme! (A Man After Midnight)»   | Benny Andersson, Björn Ulvaeus                | 4:50     |  |
| 2.    | «Knowing Me, Knowing You» (de Arrival, 1976)    | Benny Andersson, Stig Anderson, Björn Ulvaeus | 4:01     |  |
| 3.    | «Take A Chance On Me» (de The Album, 1977)      | Benny Andersson, Björn Ulvaeus                | 4:03     |  |
| 4.    | «Money, Money, Money» (de Arrival, 1976)        | Benny Andersson, Björn Ulvaeus                | 3:05     |  |
| 5.    | «Rock Me» (de ABBA , 1975)                      | Benny Andersson, Björn Ulvaeus                | 3:05     |  |
| 6.    | «Eagle» (de The Album, 1977)                    | Benny Andersson, Björn Ulvaeus                | 5:51     |  |
| 7.    | «Angeleyes» (de Voulez-Vous, 1979)              | Benny Andersson, Björn Ulvaeus                | 4:20     |  |
| 8.    | «Dancing Queen» (de Arrival, 1976)              | Benny Andersson, Stig Anderson, Björn Ulvaeus | 3:52     |  |
| 9.    | «Does Your Mother Know?» (de Voulez-Vous, 1979) | Benny Andersson, Björn Ulvaeus                | 3:13     |  |
| 10.   | «Chiquitita» (de Voulez-Vous, 1979)             | Benny Andersson, Björn Ulvaeus                | 5:26     |  |
| 11.   | «Summer Night City»                             | Benny Andersson, Björn Ulvaeus                | 3:34     |  |
| 12.   | «I Wonder (Departure)» (de The Album, 1977)     | Benny Andersson, Stig Anderson, Björn Ulvaeus | 4:32     |  |
| 13.   | «The Name Of The Game» (de The Album, 1977)     | Benny Andersson, Stig Anderson, Björn Ulvaeus | 4:52     |  |
| 14.   | «Thank You For The Music» (de The Album, 1977)  | Benny Andersson, Björn Ulvaeus                | 3:50     |  |
| 54:54 |                                                 |                                               |          |  |

## Recepción

### Listas de Popularidad
Greatest Hits Vol. 2 no tuvo una muy buena presentación en las listas de popularidad, alcanzando el número uno sólo en tres países, sin embargo pudo llegar al Top Ten en otros doce más. En Estados Unidos, se convirtió en la más baja posición de un álbum del grupo, desde el lanzamiento del disco ABBA en 1975. En Suecia, rompieron una racha de seis álbumes número uno seguidos, cuando Greatest Hits Vol. 2 no pudo avanzar más allá del número veinte.
| Lista                                     | Posición |
| ----------------------------------------- | -------- |
| Bélgica Top 50 Álbum Chart                | 1        |
| Canadá Top 50 Álbum Chart                 | 1        |
| UK Álbum Chart                            | 1        |
| Austria Top 50 Álbum Chart                | 2        |
| Japón Top 100 Oricon Álbum Chart          | 2        |
| Suiza Top 30 Álbum Chart                  | 2        |
| Zimbabwe Top 20 Álbum Chart               | 2        |
| Argentina Top 10 Álbum Chart              | 3        |
| España Afyve Álbum Chart                  | 3        |
| Nueva Zelanda Top 40 RIANZ Álbum Chart    | 3        |
| Finlandia Suosikki Álbum Chart            | 4        |
| Holanda Top 50 Álbum Chart                | 4        |
| Finlandia Top 40 YLE Álbum Chart          | 5        |
| Francia Top 30 Álbum Chart                | 5        |
| Alemania Top 50 Media Control Álbum Chart | 6        |
| Australia Top 50 Álbum Chart              | 20       |
| Suecia Top 60 Sverige Álbum Chart         | 20       |
| Noruega Top 40 VG Álbum Chart             | 25       |
| E.U. Top 200 Record World Álbum Chart     | 39       |
| E.U. Top 200 Cashbox Álbum Chart          | 44       |
| E.U. Billboard 200                        | 46       |
| E.U. Top 50 Variety Álbum Chart           | 47       |

### Ventas y certificaciones
Greatest Hits Vol. 2 obtuvo siete certificaciones por sus ventas: tres de oro y cuatro de
platino. En Estados Unidos, pese al bajo desempeño en las listas, el álbum fue certificado con oro por más de 500,000 copias vendidas. En el Reino Unido, Greatest Hits Vol. 2 vendió más de un millón de copias. En Japón, se convirtió en el disco más vendido del grupo, con 935,190 copias vendidas. Con esas cifras, las ventas del álbum ascienden a poco más de 3.4 millones de copias a nivel mundial.
| País/Organización | Certificación | Ventas    |
| ----------------- | ------------- | --------- |
| IFPI              | Platino       | 500,000   |
| NVPI              | Platino       | 100,000   |
| SNEP              | Platino       | 300,000   |
| BPI               | Platino       | 1;100,000 |
| IFPI              | Oro           | 25,000    |
| IFPI              | Oro           | 10,000    |
| RIAA              | Oro           | 500,000   |

### Críticas
Como sucedió con su primer álbum recopilatorio, ABBA no recibió críticas muy positivas por Greatest Hits Vol. 2. Ejemplo de esto fue el crítico Robert Christgau, quien escribió como crítica al álbum sólo esto: "14 canciones, cerca de una hora de cloruro de polivinilo, y sólo dos de ellos llegando al Top Ten en E.U. Hemos conocido al enemigo y son ellos", calificando el álbum con una C. En Allmusic, William Ruhlmann escribió: "La segunda compilación beneficiosa en ingresos de ABBA fue más significativa en el Reino Unido que en los Estados Unidos", argumentando que ABBA o era tan popular en ese país como para lanzar otro álbum recopilatorio, y le da una calificación de dos estrellas de diez. Por último, una vez más la crítica más positiva fue la que dio la revista Billboard, donde ven el lado bueno de que varios temas del álbum no hallan sido mut populares en los Estados Unidos: "Incluso las canciones que no fueron éxitos aquí son experiencias musicales de primera gracias a las letras, arreglos y producciones de los líderes del grupo, Andersson y Ulvaeus".